# Elecciones generales de Paraguay de 2023
Las elecciones generales de Paraguay de 2023 tuvieron lugar el 30 de abril de 2023. Fue el octavo evento electoral general y nacional que se realiza en dicho país desde el golpe de Estado que puso fin a la dictadura de Alfredo Stroessner en febrero de 1989. Su planificación y organización estuvo a cargo del Tribunal Superior de Justicia Electoral (TSJE).
Según la organización política, en las elecciones generales se eligen el presidente, el vicepresidente, 45 senadores (más 30 suplentes), 80 diputados (más 80 suplentes), 17 gobernadores, y 17 juntas departamentales.
El presidente electo asumió el cargo el 15 de agosto del 2023 y se tiene previsto que deje el mismo en agosto de 2028, sin posibilidad de reelección. Lo mismo ocurrirá con el otro integrante de la misma dupla, que se posesionará como vicepresidente. Estos reemplazan a Mario Abdo Benítez y a Hugo Velázquez, del Partido Colorado, que gobiernan desde el 15 de agosto de 2018.
En agosto de 2023 también asumirán los 17 gobernadores electos con sus correspondientes concejales. Los senadores y diputados se posesionarán el 1 de julio de 2023. Todos serán elegidos por un mandato de cinco años.

## Contexto
Al tiempo de las elecciones, el Partido Colorado lleva setenta y seis años en el poder, con la excepción de un interludio de la oposición entre 2008 y 2013.

### Principales candidatos
Peña participó anteriormente en las primarias presidenciales del Partido Colorado de 2017, pero perdió ante Mario Abdo Benítez, quien ganó las elecciones presidenciales de 2018 contra Alegre. Peña, un economista, fue miembro del directorio del Banco Central del Paraguay. Reuters lo describió como «de buen parecer», «decente» y con «buenas ideas». Peña es considerado un protegido del expresidente Horacio Cartes, quien ha sido sancionado por Estados Unidos por ser designado como «significativamente corrupto». Peña se comprometió a seguir políticas «favorables para los negocios», incluido un enfoque en la creación de empleo, impuestos bajos y atracción de inversión extranjera al país. Peña declaró que preservaría las relaciones con la República de China (Taiwán) y trasladaría la embajada de Paraguay en Israel de Tel Aviv a Jerusalén, un movimiento realizado previamente por Cartes en 2018, pero revertido por Abdo Benítez ese mismo año.
Alegre se postuló anteriormente para presidente en las elecciones generales de 2013 y 2018. Hizo campaña criticando al Partido Colorado y acusándolo de corrupción. Alegre se comprometió a reevaluar la relación del país con Taiwán, con preferencia por establecer lazos diplomáticos con China continental, con el objetivo de que Paraguay acceda al mercado de ganado y soja de China. Alegre se comprometió a reducir los trámites burocráticos del sector público y propuso una «nueva política energética» centrada en las represas de Itaipú y Yacyretá (compartidas con Brasil y Argentina respectivamente), afirmando que Paraguay debería utilizar la energía generada para el desarrollo nacional, en lugar de venderla.
El candidato populista y antisistema Paraguayo «Payo» Cubas es un exsenador, que se describió a sí mismo como un «anarquista romántico, republicano y nacionalista». Cubas fue expulsado del Senado el 28 de noviembre de 2019 luego de un incidente en el Departamento de Alto Paraná que incluyó la agresión de policías, daños a la propiedad pública y y pedir «matar a 100 000 brasiguayos», paraguayos de ascendencia brasileña, lo que llevó a su pérdida de investidura en el Senado. Hizo campaña para introducir la pena de muerte en casos específicos, como feminicidio, violación de menores, narcotráfico, parricidio, asesinato en casos de robo y robo al erario público, lo que requeriría una modificación a la Constitución de Paraguay. Cubas propuso involucrar a las Fuerzas Armadas de Paraguay en el gobierno y ampliar los poderes del presidente sobre los del parlamento, calificando a este último como una «guarida de ladrones». Cubas ha sido comparado por Leandro Lima de Control Risks con otras figuras populistas de derecha de América, incluidos Donald Trump, Jair Bolsonaro y Javier Milei.

## Primarias presidenciales
Según el cronograma electoral, las internas simultáneas partidarias se realizaron el 18 de diciembre de 2022.

### Partido Colorado
|  | 51,60 % |

|  | 43,87 % |

|  | 0,50 % |

|  | 0,49 % |

|  | 3,54 % |

|  | 45,89 % |

### Concertación Nacional
|  | 59,28 % |

|  | 17,05 % |

|  | 12,65 % |

|  | 4,70 % |

|  | 0,86 % |

|  | 0,77 % |

|  | 4,69 % |

|  | 12,29 % |

## Candidatos oficiales

### Dupla presidencial
| Listas y conglomerados | Partido(s)                                                | Candidatos a presidente y vicepresidente   |
| ---------------------- | --------------------------------------------------------- | ------------------------------------------ |
| Lista 1                | Asociación Nacional Republicana-Partido Colorado (ANR-PC) | Santiago Peña y Pedro Alliana              |
| Lista 3                | Concertación Para un Nuevo Paraguay                       | Efraín Alegre y Soledad Núñez              |
| Lista 7                | Unión Nacional de Ciudadanos Éticos (UNACE)               | Jorge Humberto Gómez y Noelia Núñez        |
| Lista 10               | Movimiento Nueva República                                | Euclides Acevedo y Jorge Querey            |
| Lista 14               | Movimiento Humanista y Solidario                          | Juan Félix Romero y Catalina Ramírez       |
| Lista 15               | PUnámonos                                                 | Luis Talavera y Celso Álvarez              |
| Lista 21               | Partido de la Juventud                                    | José Luis Chilavert y Sofia Scheid         |
| Lista 23               | Partido Verde Paraguay                                    | Óscar Cañete y Luis Wilfrido Arce          |
| Lista 30               | Partido Nacional de la Gente 30A                          | Prudencio Burgos y Leona Guaraní           |
| Lista 33               | Movimiento Coordinadora Patriótica Ciudadana              | Alfredo Machuca y Justina Noguera          |
| Lista 45               | Partido Socialista Democrático Herederos                  | Rosa Bogarín y Herminio Lesme              |
| Lista 777              | Únete Paraguay                                            | Aurelio Martínez Cabral y David Sánchez N. |
| Lista 911              | Cruzada Nacional                                          | Paraguayo Cubas y Stilber Valdez           |

## Temas de campaña
Los temas de la campaña incluyeron denuncias de corrupción y el estado de la economía. En cuanto a percepción de la corrupción, Paraguay se encuentra entre los países peor clasificados de Sudamérica, en el puesto 137 de 180, según el índice de Transparencia Internacional.
En mayo de 2022, el asesinato en Colombia del fiscal paraguayo especializado en la lucha contra el narcotráfico, Marcelo Pecci, volvió a poner de relieve el crimen organizado. Paraguay es el mayor productor de cannabis de Sudamérica, según el Transnational Institute, un think tank de Ámsterdam (Países Bajos). Además, el país «trafica más cigarrillos de contrabando que cualquier otra nación del hemisferio occidental», afirma InSight Crime, una ONG con sede en Washington. Paraguay es también un territorio de tránsito para la cocaína.
«Hay una cierta aceptación social de la corrupción en Paraguay», señala Milda Rivarola, socióloga e historiadora de la Academia Paraguaya de la Historia., afirmando que «las elecciones están marcadas por el clientelismo y la compra de votos, especialmente por parte del Partido Colorado». «Esta es una democracia que no funciona bien», continúa.
Un tema de campaña que atrajo la atención internacional incluyó la relación de Paraguay con la República de China (Taiwán); Santiago Peña se mostró partidario de mantener los lazos con Taiwán, mientras que Efraín Alegre criticó los lazos del país con Taiwán y abogó por abrir relaciones con la República Popular China.

## Encuestas de opinión
| Encuestadora      | Fecha             | Santiago Peña ANR–PC | Efraín Alegre PLRA | Paraguayo Cubas CN | Euclides Acevedo MNR | José Luis Chilavert PJ | Otros | NS/NR | Ninguno |       |       |       |  |  |
| ----------------- | ----------------- | -------------------- | ------------------ | ------------------ | -------------------- | ---------------------- | ----- | ----- | ------- | ----- | ----- | ----- |  |  |
| Encuestadora      | Fecha             | Globe Elections UN   | 11-26 abr 2023     | 37,73%             | 37,59%               | 19,19%                 | Otros | NS/NR | Ninguno | 4,75% | 0,73% | 0,01% |  |  |
| AtlasIntel        | 20-24 abr 2023    | 32,8%                | 34,3%              | 23%                | 3%                   | 1,2%                   | 1,4%  | 1,9%  | 2,4%    |       |       |       |  |  |
| MultiTarget       | 12-14 abr 2023    | 34,9%                | 20,6%              | 24,7%              | 2%                   | 2%                     | 0,5%  | 8,8%  | 6,5%    |       |       |       |  |  |
| FaSaC Consultores | 9-14 abr 2023     | 43,4%                | 37,1%              | 13,8%              | 2,1%                 | 1,3%                   | 2,3%  |       |         |       |       |       |  |  |
| Oima Data         | 10-14 abr 2023    | 45%                  | 28%                | 16%                | 2%                   | 1%                     |       | 7%    | 1%      |       |       |       |  |  |
| Ati Snead         | 9-13 abr 2023     | 42,9%                | 31,3%              | 11,8%              | 3,1%                 | 1,0%                   |       | 9.9%  | 9.9%    |       |       |       |  |  |
| AtlasIntel        | 1-4 abr 2023      | 36,4%                | 38,1%              | 14,5%              | 2,8%                 | 2,1%                   | 1,1%  | 3,5%  | 1,5%    |       |       |       |  |  |
| Grau              | 29 mar-2 abr 2023 | 38,8%                | 22,1%              | 18,2%              | 5,9%                 | 3,1%                   |       | 11,2% | 11,2%   |       |       |       |  |  |
| FaSaC Consultores | 24-30 mar 2023    | 43,2%                | 34,6%              | 14,5%              | 3,2%                 | 1,3%                   | 3,6%  |       |         |       |       |       |  |  |
| Datos             | 19 mar-3 abr 2023 | 35,5%                | 40,6%              | 12,6%              | 1,9%                 |                        | 0,9%  |       | 8,5%    |       |       |       |  |  |
| FaSaC Consultores | 10 mar 2023       | 42,8%                | 32,1%              | 13,7%              | 6,1%                 | 2,1%                   |       | 1,7%  | 1,5%    |       |       |       |  |  |
| AtlasIntel        | 10-13 mar 2023    | 36,1%                | 38,2%              | 14,3%              | 2,7%                 | 2,9%                   | 0,9%  | 4,2%  | 0,8%    |       |       |       |  |  |
| GEO               | 27 feb 2023       | 35,3%                | 39,7%              | 10,3%              | 5,8%                 | 0,7%                   |       | 8,2%  |         |       |       |       |  |  |
| Datos             | 24 feb 2023       | 30,5%                | 33,6%              | 10,4%              | 3,3%                 |                        | 0,9%  | 20,1% | 1,2%    |       |       |       |  |  |
| GEO               | 20 feb 2023       | 35,2%                | 38,9%              | 10.4%              | 6.0%                 | 0.8%                   |       | 9%    | 8.7%    |       |       |       |  |  |
| FaSaC Consultores | 20 feb 2023       | 41,3%                | 28,3%              | 13,9%              | 9,5%                 | 3,5%                   |       | 2%    | 1,5%    |       |       |       |  |  |
| ECODAT SRL 38     | 14 feb 2023       | 41,4%                | 31,0%              | 8,6%               | 4,7%                 | 2,6%                   |       | 9,6%  | 2,1%    |       |       |       |  |  |
| Ati Snead         | 6 feb 2023        | 46,2%                | 24,9%              | 4,2%               | 6,5%                 | 1,2%                   |       | 9%    | 8%      |       |       |       |  |  |
| OIMA              | 2 feb 2023        | 42%                  | 19%                | 12%                | 7%                   | 4%                     |       | 10%   | 6%      |       |       |       |  |  |

### Encuestas preelectorales
| Encuestadora      | Fecha           | Santiago Peña ANR–PC | Hugo Velázquez ANR–PC | Efraín Alegre PLRA | Euclides Acevedo NR | Kattya González PEN | Sebastián Villarejo PPQ | Paraguayo Cubas CN | Esperanza Martínez FG-Ñ | Soledad Núñez Ind | Martín Burt PLRA | José Luis Chilavert Ind | Hugo Fleitas PLRA | NS/NR | Ninguno |
| ----------------- | --------------- | -------------------- | --------------------- | ------------------ | ------------------- | ------------------- | ----------------------- | ------------------ | ----------------------- | ----------------- | ---------------- | ----------------------- | ----------------- | ----- | ------- |
| GEO               | 27 May – 10 Jun | 35,3%                |                       | 37,5%              |                     |                     |                         |                    |                         |                   |                  |                         |                   | 13,4% | 13,8%   |
| GEO               | 27 May – 10 Jun |                      | 28,2%                 | 37,1%              |                     |                     |                         |                    |                         |                   |                  |                         |                   | 18,5% | 16,3%   |
| Ati Snead         | 8 – 15 de Jun   | 23,2%                | 14,0%                 | 14,3%              | 9,9%                | 9,7%                | 4,3%                    | 2,9%               | 2,0%                    | 2,0%              | 1,9%             | 1,1%                    | 1,0%              | 9,0%  | 4,8%    |
| FaSaC Consultores | 20 Sept         | 32,2%                |                       | 22,1%              | 4,5%                |                     |                         | 11,8%              |                         |                   |                  | 3,9%                    |                   | 16,1% | 9,4%    |

### Candidato del Partido Colorado
| Encuestadora      | Fecha           | Santiago Peña Honor Colorado | Hugo Velázquez Fuerza Republicana | Arnoldo Wiens Fuerza Republicana | NS/NR | Ninguno | Otros |
| ----------------- | --------------- | ---------------------------- | --------------------------------- | -------------------------------- | ----- | ------- | ----- |
| GEO               | 27 May – 10 Jun | 58,9%                        | 29,8%                             |                                  | 6,8%  | 5,3%    |       |
| Ati Snead         | 8 – 15 de Jun   | 44,4%                        | 29,8%                             |                                  | 15,9% | 9,9%    |       |
| FaSaC Consultores | 20 Sept         | 51,3%                        |                                   | 19,4%                            | 12,4% | 4,8%    | 2,1%  |

### Candidato de la oposición
| Encuestadora      | Fecha           | Efraín Alegre PLRA | Euclides Acevedo NR | Sebastián Villarejo PPQ | Paraguayo Cubas CN | Esperanza Martínez FG-Ñ | Soledad Núñez Ind | Martín Burt PLRA | José Luis Chilavert Ind | Hugo Fleitas PLRA | NS/NR | Ninguno | Otros |
| ----------------- | --------------- | ------------------ | ------------------- | ----------------------- | ------------------ | ----------------------- | ----------------- | ---------------- | ----------------------- | ----------------- | ----- | ------- | ----- |
| GEO               | 27 May – 10 Jun | 45,1%              | 2,9%                | 18,6%                   | 0,2%               | 11,7%                   | 3,1%              | 6,2%             | 2,1%                    |                   | 1,2%  | 8.9%    |       |
| Ati Snead         | 8 – 15 Jun      | 22,8%              | 15,8%               | 15,4%                   | 3,2%               | 4,6%                    | 3,2%              | 3,2%             | 3,1%                    | 1,7%              | 1,5%  | 14.3%   | 7,6%  |
| Ati Snead         | 8 – 15 Jun      | 27,0%              |                     | 18,3%                   | 8,1%               | 5,4%                    | 3,8%              | 3,8%             | 3,6%                    | 2,0%              | 1,8%  | 16.9%   | 9,1%  |
| Audimedia         | 12 – 20 Jul     | 30,0%              |                     | 7%                      | 6%                 | 5%                      | 10%               | 7%               | 8%                      |                   | 16%   | 11%     |       |
| FaSaC Consultores | 20 Sept         | 39,2%              |                     | 2,8%                    |                    |                         |                   | 11,0%            |                         | 22,2%             | 12,5% | 9,6%    | 2,2%  |

## Resultados

### Presidente
|                                       | Santiago Peña                         | Asociación Nacional Republicana-Partido Colorado | 1.292.079 | 42,74%  |
|                                       | Efraín Alegre                         | Concertación Nacional                            | 830.842   | 27,48%  |
|                                       | Paraguayo Cubas                       | Cruzada Nacional                                 | 692.663   | 22,91%  |
|                                       | Euclides Acevedo                      | Movimiento Nueva República                       | 41.194    | 1,36%   |
|                                       | José Luis Chilavert                   | Partido de la Juventud                           | 24.284    | 0,80%   |
|                                       | Luis Talavera                         | Partido Nacional Unámonos                        | 17.346    | 0,57%   |
|                                       | Jorge Humberto Gómez                  | Unión Nacional de Ciudadanos Éticos              | 12.072    | 0,40%   |
|                                       | Juan Romero Lovera                    | Movimiento Humanista y Solidario                 | 5.871     | 0,19%   |
|                                       | Rosa Bogarin                          | Partido Socialista Democrático Herederos         | 5.274     | 0,17%   |
|                                       | Prudencio Burgos                      | Partido Nacional de la Gente 30A                 | 5.262     | 0,17%   |
|                                       | Alfredo Machuca                       | Movimiento Coordinadora Patriótica Ciudadana     | 5.212     | 0,17%   |
|                                       | Oscar Cañete                          | Partido Verde Paraguay                           | 4.855     | 0,16%   |
|                                       | Aurelio Martinez Cabral               | Únete Paraguay                                   | 3.897     | 0,13%   |
| Votos nulos/en blanco                 | Votos nulos/en blanco                 | Votos nulos/en blanco                            | 81.482    | 2,74%   |
| Total                                 | Total                                 | Total                                            | 3.022.412 | 100.00% |
| Participación de votantes registrados | Participación de votantes registrados | Participación de votantes registrados            | 3.022.412 | 63,24%  |
| Fuente: TSJE                          |                                       |                                                  |           |         |

### Votos en el extranjero
| País            | ANR-PC    | Concertación | UNACE | MNR | MHS | PNU | PJ  | PVP | PNG-30A | MCPC | PSDH | UP | CN    | Nulos | En Blanco | Total |       |    |    |       |
| --------------- | --------- | ------------ | ----- | --- | --- | --- | --- | --- | ------- | ---- | ---- | -- | ----- | ----- | --------- | ----- | ----- | -- | -- | ----- |
| País            | Argentina | 1.643        | 1.801 | 26  | 114 | 15  | 106 | 102 | 20      | 10   | 12   | 28 | 3     | Nulos | En Blanco | Total | 1.325 | 44 | 62 | 5.311 |
| Brasil          | 33        | 28           | 0     | 1   | 0   | 0   | 2   | 0   | 0       | 0    | 0    | 0  | 54    | 0     | 2         | 120   |       |    |    |       |
| España          | 472       | 632          | 3     | 24  | 2   | 20  | 23  | 3   | 4       | 0    | 10   | 1  | 888   | 8     | 18        | 2.108 |       |    |    |       |
| Estados Unidos  | 458       | 308          | 1     | 14  | 1   | 1   | 8   | 1   | 0       | 2    | 1    | 0  | 178   | 2     | 12        | 987   |       |    |    |       |
| Total de Votos: | 2.606     | 2.769        | 30    | 153 | 18  | 127 | 135 | 24  | 14      | 14   | 39   | 4  | 2.445 | 54    | 94        | 8.526 |       |    |    |       |
| Fuente: TSJE    |           |              |       |     |     |     |     |     |         |      |      |    |       |       |           |       |       |    |    |       |

### Camara de Senadores
| Partido                                                                        | Partido                                     | Votos     | %      | Escaños | +/–         |
| ------------------------------------------------------------------------------ | ------------------------------------------- | --------- | ------ | ------- | ----------- |
|                                                                                | Asociación Nacional Republicana             | 1,317,463 | 45.72  | 23      | 6           |
|                                                                                | Concertación Nacional                       | 701,547   | 24.35  | 12      | Nuevo       |
|                                                                                | Partido Cruzada Nacional                    | 331,657   | 11.51  | 5       | 4           |
|                                                                                | Alianza Encuentro Nacional                  | 148,344   | 5.15   | 2       | Sin cambios |
|                                                                                | Partido Patria Querida                      | 72,373    | 2.51   | 1       | 2           |
|                                                                                | Frente Guasú Ñemongeta                      | 60,714    | 2.11   | 1       | 5           |
|                                                                                | Yo creo                                     | 56,446    | 1.96   | 1       | Nuevo       |
|                                                                                | Movimiento Nueva República                  | 44,755    | 1.55   | 0       | Nuevo       |
|                                                                                | Unión Nacional de Ciudadanos Éticos         | 30,385    | 1.05   | 0       | 1           |
|                                                                                | Unión Alianza Patriótica Nacional           | 24,402    | 0.85   | 0       | Nuevo       |
|                                                                                | Partido Nacional Unámonos                   | 16,659    | 0.58   | 0       | Nuevo       |
|                                                                                | Partido de la Juventud                      | 15,643    | 0.54   | 0       | Nuevo       |
|                                                                                | Partido Libertad y República                | 14,483    | 0.50   | 0       | Nuevo       |
|                                                                                | Movimiento Humanista y Solidario            | 12,616    | 0.44   | 0       | Nuevo       |
|                                                                                | Partido Nacional del Pueblo 30A             | 12,255    | 0.43   | 0       | Nuevo       |
|                                                                                | Partido Patria Soñada                       | 7,630     | 0.26   | 0       | Nuevo       |
|                                                                                | Movimiento Coordinador Patriótico Ciudadano | 7,594     | 0.26   | 0       | Nuevo       |
|                                                                                | Partido Socialista Democrático de Herederos | 6,656     | 0.23   | 0       | Nuevo       |
| Total                                                                          | Total                                       | 2,881,622 | 100.00 | 45      | –           |
| Votos válidos                                                                  | Votos válidos                               | 2,881,622 | 95.56  | -       | –           |
| Votos inválidos                                                                | Votos inválidos                             | 13,193    | 0.44   | -       | –           |
| Votos en blanco                                                                | Votos en blanco                             | 120,637   | 4.00   | –       | –           |
| Votos totales                                                                  | Votos totales                               | 3,015,452 | 100    | 45      | –           |
| Votantes registrados/participación                                             | Votantes registrados/participación          | 4,782,940 | 63.05  | –       | –           |
| Fuente:Tribunal de Resultados Electorales Preliminares (99.67% del escrutinio) |                                             |           |        |         |             |

### Cámara de Diputados
| Partido                             | Partido                                           | Votos     | %      | Escaños | +/–         |
| ----------------------------------- | ------------------------------------------------- | --------- | ------ | ------- | ----------- |
|                                     | ANR-Partido Colorado                              | 1,245,366 | 43.95  | 48      | 6           |
|                                     | Concertación Nacional                             | 875,321   | 30.89  | 23      | Nuevo       |
|                                     | Partido Cruzada Nacional                          | 233,870   | 8.25   | 4       | 3           |
|                                     | Partido Patria Querida                            | 100,994   | 3.56   | 1       | 1           |
|                                     | Alianza Encuentro Nacional                        | 83,186    | 2.94   | 2       | Sin cambios |
|                                     | Yo creo                                           | 66,481    | 2.35   | 2       | Nuevo       |
|                                     | Unión Nacional de Ciudadanos Éticos               | 38,802    | 1.37   | 0       | Sin cambios |
|                                     | Frente Guasú                                      | 33,242    | 1.17   | 0       | Sin cambios |
|                                     | Movimiento Nueva República                        | 27,452    | 0.97   | 0       | Nuevo       |
|                                     | Partido de la Juventud                            | 22,737    | 0.80   | 0       | Nuevo       |
|                                     | Alianza por una Nueva Itapúa                      | 15,388    | 0.54   | 0       | Nuevo       |
|                                     | Partido Nacional Unámonos                         | 14,997    | 0.53   | 0       | Nuevo       |
|                                     | Partido Nacional del Pueblo 30A                   | 14,169    | 0.50   | 0       | Nuevo       |
|                                     | Movimiento Coordinador Patriótico Ciudadano       | 12,336    | 0.44   | 0       | Nuevo       |
|                                     | Partido Libertad y República                      | 10,228    | 0.36   | 0       | Nuevo       |
|                                     | Unión Alianza Patriótica Nacional                 | 8,505     | 0.30   | 0       | Nuevo       |
|                                     | Partido Patria Soñada                             | 6,931     | 0.24   | 0       | Nuevo       |
|                                     | Partido Socialista Democrático de Herederos       | 6,284     | 0.22   | 0       | Nuevo       |
|                                     | Movimiento Humanista y Solidario                  | 4,524     | 0.22   | 0       | Nuevo       |
|                                     | Presidente Hayes Alianza por la Patria            | 4,172     | 0.15   | 0       | Nuevo       |
|                                     | Únete Paraguay                                    | 2,786     | 0.10   | 0       | Nuevo       |
|                                     | Unidad Popular del Norte                          | 2,585     | 0.09   | 0       | Nuevo       |
|                                     | Nuevo Movimiento Político Aire por el Alto Paraná | 1,406     | 0.05   | 0       | Nuevo       |
|                                     | Partido Popular Tekojoja                          | 840       | 0.03   | 0       | Sin cambios |
|                                     | Partido Verde Paraguay                            | 681       | 0.02   | 0       | Nuevo       |
| Total                               | Total                                             | 2,833,283 | 100.00 | 80      | –           |
| Votos válidos                       | Votos válidos                                     | 2,833,283 | 94.23  | -       | –           |
| Votos inválidos                     | Votos inválidos                                   | 13,136    | 0.44   | -       | –           |
| Votos en blanco                     | Votos en blanco                                   | 160,285   | 5.33   | –       | –           |
| Votos totales                       | Votos totales                                     | 3,006,704 | 100    | 80      | –           |
| Votantes registrados/participación  | Votantes registrados/participación                | 4,782,940 | 62.86  | –       | –           |
| Fuente:TREP (99.27% del escrutinio) |                                                   |           |        |         |             |

## Secuelas
Peña fue felicitado por el presidente saliente Mario Abdo Benítez, y los presidentes Luiz Inácio Lula da Silva y Alberto Fernández de Brasil y Argentina respectivamente. Peña también recibió las felicitaciones del embajador taiwanés en Asunción en nombre de la presidenta taiwanesa Tsai Ing-wen. Peña prestó juramento el 15 de agosto de 2023. A la edad de 44 años, se convertio en el presidente más joven del país desde la restauración de la democracia en 1989, superando a Abdo Benítez, quien tenía 46 años al momento de su inauguración.

### Arresto del candidato presidencial Payo Cubas
Cubas hizo denuncias de fraude electoral, lo que provocó protestas de sus seguidores. Calificó de «ladrones» a los miembros del Partido Colorado y llamó a los ciudadanos a resistir a los «usurpadores». Los observadores electorales de la Organización de los Estados Americanos afirmaron que «no había motivos para dudar» de los resultados de las elecciones. Manifestantes bloquearon carreteras y se enfrentaron con la policía, lo que resultó en 70 arrestos luego de las protestas frente al tribunal electoral en Asunción. Alegre, que había concedido la elección, pidió un recuento manual de votos y una auditoría internacional tras las protestas en todo el país. El 5 de mayo, Cubas fue detenido en San Lorenzo, acusado de alterar la paz.